# Баранов, Вячеслав Васильевич
Вячесла́в Васи́льевич Бара́нов (5 сентября 1958, Кишинёв — 20 июня 2012, Москва) — советский и российский киноактёр, мастер дублирования.

## Биография
Родился 5 сентября 1958 года в Кишинёве, рос на Дальнем Востоке. Отец — Василий Емельянович Баранов (1936—2017) был рабочим, служил в армии. Мать — Галина Харитоновна Баранова (1937—1996) — была домохозяйкой. Сниматься в кино начал ещё будучи школьником. В частности, сыграл роль хулигана Мишки Квакина в экранизации повести Аркадия Гайдара «Тимур и его команда».
В 1979 году окончил ВГИК (мастерская Т. М. Лиозновой и Л. А. Кулиджанова).
Активно снимался в 1980-е годы, но с начала 1990-x постепенно стал терять востребованность и ушёл в дубляж. Хотя он редко озвучивал заглавные роли, эпизодические персонажи в его исполнении всегда оставались замеченными. Много работал на студии «Варус-Видео». Особенно известен мастерским озвучиванием Голлума в трилогии Питера Джексона «Властелин колец», а также дублированием ролей Джеки Чана и Джима Керри в ряде фильмов. Среди его последних работ Джарвис в Кинематографической вселенной Marvel, доктор Эмметт «Док» Браун в трилогии «Назад в будущее».
Участвовал в озвучивании мультфильмов и компьютерных игр: его голосом говорит Барт Симпсон и половина мужских персонажей в первых восьми сезонах «Симпсонов». 
Выступал как режиссёр дубляжа и автор синхронных текстов.

### Смерть
Скончался в Москве на 54-м году жизни 20 июня 2012 года от рака почки. 22 июня 2012 года после церемонии прощания с актёром тело было кремировано, а урна с прахом захоронена в тот же день на Хованском кладбище в Москве рядом с матерью (северная территория, участок № 266).

## Личная жизнь
В 1983 году на съёмках фильма «Клетка для канареек» Баранов познакомился с актрисой Евгенией Добровольской, на которой женился. В 1986 году у них родился сын Степан. Но через год супруги развелись.
Второй раз Вячеслав Баранов женился в 1993 году на Ирине Павленко, с которой прожил до конца 2000-х годов.

## Награды
- Приз Молодёжного Всесоюзного фестиваля за «Лучшую мужскую роль» в фильме Аркадия Сиренко «Дважды рождённый»[7].

## Фильмография

### Роли в кино
| Год  |   | Название                           | Роль |
| ---- | - | ---------------------------------- | --- |
| 1974 | ф | Приключения в городе, которого нет | Гаврош (озвучила Агарь Власова)                                                                                    |
| 1975 | ф | Что с тобой происходит?            | Митя Громов |
| 1976 | ф | Тимур и его команда                | Мишка Квакин |
| 1978 | ф | Расписание на послезавтра          | Виктор Ковалёв, десятиклассник физико-математической школы, президент школьного научно-технического общества (НТО) |
| 1979 | ф | Кузнечик                           | Миша, абитуриент                                                                                                   |
| 1979 | ф | Дюма на Кавказе                    | поручик, почитатель Дюма                                                                                           |
| 1981 | ф | Карнавал                           | Женя, ухажёр Нины                                                                                                  |
| 1982 | ф | Приказ: перейти границу            | рядовой Евдокимов                                                                                                  |
| 1982 | ф | Профессия — следователь            | Павел Андреевич Комкин, помощник Лыкина                                                                            |
| 1983 | ф | Шёл четвёртый год войны            | Птахин, разведчик                                                                                                  |
| 1983 | ф | Когда играли Баха                  | Имя персонажа не указано                                                                                           |
| 1983 | ф | Тепло родного дома                 | Миша, жених Любы, тракторист, демобилизовавшийся десантник                                                         |
| 1983 | ф | Клетка для канареек                | Виктор |
| 1983 | ф | Дважды рождённый                   | Андрей Булыгин |
| 1984 | ф | Прости нас, первая любовь          | Андросик, киномеханик, одноклассник Кости                                                                          |
| 1984 | ф | Лев Толстой                        | В. Ф. Булгаков |
| 1984 | ф | Гостья из будущего                 | Эдуард Александрович, учитель физкультуры по прозвищу «Илья Муромец»                                               |
| 1985 | ф | Салон красоты                      | Серёжа, жених Кати                                                                                                 |
| 1985 | ф | Батальоны просят огня              | лейтенант-артиллерист Ерошин                                                                                       |
| 1985 | ф | Возвращение Будулая                | шофёр |
| 1986 | ф | Секунда на подвиг                  | Вася Печкин |
| 1986 | ф | Размах крыльев                     | Дима Киселёв, бортмеханик                                                                                          |
| 1986 | ф | Плюмбум, или Опасная игра          | хулиган |
| 1986 | ф | Обида                              | Анатолий, ревизор                                                                                                  |
| 1986 | ф | В одну-единственную жизнь          | Сеня |
| 1987 | ф | Старая азбука                      | учитель |
| 1987 | ф | Разорванный круг                   | Митя Березин, экспедитор                                                                                           |
| 1987 | ф | Лиловый шар                        | капитан Зелёный |
| 1987 | ф | Иван Великий                       | связист роты |
| 1988 | ф | Шут                                | Игорёк |
| 1988 | ф | Роковая ошибка                     | Сильверстов, раненый в госпитале                                                                                   |
| 1989 | ф | Ночевала тучка золотая             | Илья, бывший уголовник, проводник поезда, сосед колонистов                                                         |
| 1989 | ф | В Альдебаран                       | Геннадий Пересухин, конструктор                                                                                    |
| 1989 | ф | В далёкий путь                     | Пётр |
| 1990 | ф | Яма                                | Имя персонажа не указано                                                                                           |
| 1990 | ф | Овраги                             | Емельян Фонарёв |
| 1990 | ф | Дрянь                              | Глазков |
| 1991 | ф | Любовники декабря                  | Аарон |
| 1991 | ф | Ры-ча-ги                           | Сергей |
| 1991 | ф | Заряженные смертью                 | Константин Иванович Уваров по кличке «Петух»                                                                       |
| 1992 | ф | Три дня вне закона                 | Костя, тракторист, односельчанин Андрея Вавилова                                                                   |
| 1993 | ф | Отряд «Д»                          | Степан |
| 1993 | ф | Твоя воля, Господи                 | Дима Сморчков |
| 1999 | ф | Транзит для дьявола                | Иван Рогожкин |
| 2000 | ф | Чёрный ворон                       | Имя персонажа не указано                                                                                           |
| 2002 | ф | Next 2                             | букинист |
| 2004 | ф | Дети Арбата                        | капитан, командир автороты                                                                                         |
| 2005 | ф | Чёрная богиня                      | врач |
| 2006 | ф | Многоточие                         | Костя, мастер цеха                                                                                                 |
| 2007 | ф | Дело было в Гавриловке             | Ерохин |
| 2008 | ф | Ранетки                            | Юрий Алексеевич Петров, отец Тони и Виолетты                                                                       |
| 2009 | ф | Событие                            | Иван Иванович Шель, владелец оружейной лавки                                                                       |
| 2009 | ф | Иван Грозный                       | Иван Шуйский |
| 2010 | ф | Элизиум                            | мужик |
| 2010 | ф | Дом образцового содержания         | Имя персонажа не указано                                                                                           |
| 2010 | ф | Последний аккорд                   | Юрий Алексеевич Петров, отец Тони                                                                                  |
| 2013 | ф | Сёмин. Возмездие                   | «Алхимик», человек Савла (роль озвучена другим актёром)                                                            |

## Озвучивание

### Фильмы
- 2002 — Next 2 — ряд эпизодических персонажей
- 1996 — Под знаком Скорпиона — Максим Пешков
- 1993 — Дафнис и Хлоя — Дафнис
- 1991 — Курьер на Восток — Вовчик
- 1989 — Во бору брусника — Алексей, сын Егорова
- 1988 — Стукач — Павел Восковой
- 1987 — Запомните меня такой — Олег, сын Маши
- 1986 — Джура — охотник из Мин-Архара — Джура
- 1985 — Поезд вне расписания — Алексей Нечаев
- 1984 — Пока не выпал снег… — Николай, сын Ларисы и Михаила
- 1984 — На миг оглянуться… — Николай Корнейчуков
- 1980 — Приключения Шерлока Холмса и доктора Ватсона — сэр Рональд Адер

### Мультфильмы
- 1997 — 1999 — Незнайка на Луне — один из посетителей весёлого балаганчика и 3-й заключённый (Первый день на Луне) / Жадинг (Большой Бредлам и Знайка спешит на помощь) / один из голосов в толпе (Большой Бредлам) / хозяин весёлого балаганчика (Незнайка ищет работу) / лунатик, заметивший ракету (Знайка спешит на помощь)
- 2001 — Я люблю мультфильмы. Пилотные выпуски — Шеф

### Документальные фильмы
- 2000—2002 — «Самые громкие преступления XX века[англ.]» (ТВ-6).

## Дубляж и закадровое озвучивание

### Фильмы
1. 2011 — Девушка с татуировкой дракона — Тейлор[7]
2. 2011 — Гарри Поттер и Дары Смерти. Часть 2 — Филч[9]
3. 2010 — Гарри Поттер и Дары Смерти. Часть 1 — эльф Добби[9]
4. 2010 — Ешь, молись, люби — учитель Кетут[7]
5. 2009 — Гарри Поттер и Принц-полукровка — Филч[9]
6. 2004 — Гарри Поттер и узник Азкабана — Аргус Филч[9]
7. 2003 — Властелин колец: Возвращение короля — Голлум / Смеагол[10]
8. 2002 — Властелин колец: Две крепости — Голлум / Смеагол[10]
9. 2002 — Гарри Поттер и Тайная комната — Аргус Филч, эльф Добби[11][12][9]
10. 2001 — Властелин колец: Братство Кольца — Голлум / Смеагол, страж Бри, Луртц[10]
11. 2001 — Гарри Поттер и философский камень — Аргус Филч[9]
12. 1998 — Спасти рядового Райана — медик Ирвин Уэйд[11][12]
13. 1994 — Интервью с вампиром: Хроника жизни вампира — Дэниэл Моллой («Мост-Видео»), Луи де Пон дю Лак («Варус-Видео»)[13]
14. 1993 — Эйс Вентура: Розыск домашних животных — Эйс Вентура (дубляж «Варус-Видео» и «Мост-Видео»)[11][12]
15. 1990 — Назад в будущее 3 — Доктор Эмметт Браун[9]
16. 1989 — Назад в будущее 2 — Доктор Эмметт Браун[9]
17. 1985 — Назад в будущее — Доктор Эмметт Браун[9]

### Мультсериалы
1. 1989 — 1997 — Симпсоны — Барт, мистер Бернс, Нед Фландерс, Сайдшоу Мел (1-8 сезоны) (закадровый перевод студии «Кипарис» по заказу REN-TV, 1996-1998 гг.)[10]

### Режиссёр дублирования
1. 2006 — 2007 — Губка Боб Квадратные Штаны (4 сезон)[14]